# 瑙蒙镇区
瑙蒙镇区為緬甸克欽邦葡萄縣下辖的一个鎮區。2014年人口7,123人，區域面積8,107.3平方公里。該鎮区為緬甸最北邊的鎮區。該鎮区下辖96個村莊。瑙蒙為該鎮区首府。